# Grzegorz Soszyński
Grzegorz Krzysztof Soszyński (ur. 24 lutego 1982 w Zakopanem) – polski bokser zawodowy wagi półciężkiej.
10 marca 2006 zadebiutował na zawodowym ringu. Na gali w New Jersey wygrał jednogłośną decyzją sędziów na punkty, po 4 rundach, z Amerykaninem Lloydem Wilsonem.
23 czerwca 2006 po raz pierwszy nie odniósł zwycięstwa. W swojej czwartej walce zremisował po 6-rundowym pojedynku z Amerykaninem Mikiem Wordem.
18 października 2008 pokonał Czecha Jirzego Svacinę w 8 rundzie przez TKO, zdobywając tytuł Międzynarodowego Mistrza Polski w wadze pół ciężkiej.
10 listopada 2008 wygrał jednogłośną decyzją sędziów na punkty z Niemcem  Steve'em Kroekelem. Stawką pojedynku był pas BBU Champion.
24 października 2009 przegrał jednogłośną decyzją sędziów na punkty z Dawidem Kosteckim. Przyczyną porażki, było złamanie z przemieszczeniem i zmiażdżeniem kości lewego śródręcza już w pierwszej rundzie. Soszyński walczył do końca dając wyrównany pojedynek. Była to pierwsza porażka Soszyńskiego na zawodowym ringu.
23 października 2010 po rocznej przerwie spowodowanej kontuzją dłoni, Grzegorz Soszyński powrócił na zawodowy ring. W walce z Niemcem Frankiem Kary Rothem, wygrał w 3 rundzie przez nokaut.
14 listopada 2010 Soszyński stoczył swoją dwudziestą walkę w zawodowej karierze. W 4 rundzie przez techniczny nokaut pokonał Remo Edlinga.
9 kwietnia 2011 Grzegorz Soszyński stoczył pojedynek z Serbem Geardem Ajetoviciem, którego stawką był regionalny pas WBC Mediterranean. Po 12 rundach wygrał Polak, stosunkiem 115:114, 116:113 i 114:114.
31 marca 2012 Soszyński wygrał jednogłośnie na punkty, 10-rundowy pojedynek z Rayco Saunders, stosunkiem punktowym 99-91 u wszystkich trzech sędziów. Stawką walki był wakujący pas IBF North American.